# Gazeta Podhalańska
Gazeta Podhalańska – polskie pismo społeczno-kulturalne poświęcone sprawom Podhala, Spisza i Orawy, wydawane jako tygodnik w latach 1913–1935 oraz jako dwutygodnik w latach 1946–1947 w Nowym Targu.
Kierunek nadali jej Jan Bednarski, działacz spisko-orawski, oraz Feliks Gwiżdż, w latach 1913–1914 redaktor odpowiedzialny. „Gazeta Podhalańska” była nieoficjalnym organem Związku Podhalan i komitetu plebiscytowego (1919–1920). W piśmie ukazywały się cenne kroniki z życia regionu oraz debiutanckie utwory niemal wszystkich ludowych pisarzy podhalańskich.
Jednym z redaktorów czasopisma był urodzony we Lwowie polski etnograf i językoznawca Juliusz Zborowski. Wśród autorów byli m.in. ks. Józef Buroń, ks. Ferdynand Machay.